# KK Hermes Analitica Zagreb
KK Hermes Analitica je hrvatski košarkaški klub iz Zagreba. Adresa kluba je Maksimirsko naselje IV 21, Zagreb. Adresa dvorane: SD Prirodoslovne škole Vladimira Preloga / Grada Vukovara 269, Zagreb. Trenutačno nastupa u A-1 hrvatskoj košarkaškoj ligi.

## Povijest
Pokrovitelj i osnivač kluba je istoimena medicinska i farmaceutska kompanija.
Najveći klupski uspjeh bio je 2015./2016. kad su bili prvi u A-2 ligi skupina Centar. U kvalifikacijskoj ligi za A-1 bili su prvi te se plasirali u A-1 ligu.

## Vanjske poveznice
- Službena stranica
- HKS  Arhivirana inačica izvorne stranice od 29. travnja 2017. (Wayback Machine)
- Eurobasket
- FIBA  Arhivirana inačica izvorne stranice od 29. travnja 2017. (Wayback Machine)